# 天王洲島站
天王洲島站（日语：／ Tennōzu-airu eki */?）是位於日本東京都品川區東品川二丁目，屬於東京單軌電車、東京臨海高速鐵道的鐵路車站。此站是品川區最東端的車站。
此站有東京單軌電車的東京單軌電車羽田機場線與東京臨海高速鐵道的臨海線停靠，是互相轉乘站。車站編號分別是「MO 02」、「R 05」。

## 歷史
- 1992年（平成4年）6月19日：東京單軌電車站區開業。
- 1999年（平成11年）：獲選關東車站百選。
- 2001年（平成13年）3月31日：臨海線東京電訊至本站段開業，成為與東京單軌電車的換乘站。
- 2002年（平成14年）
  - 4月21日：東京單軌電車加入JR東日本使用的Suica智能卡系統。
  - 12月1日：臨海線本站至大崎開業（全線開業），同時加入Suica智能卡系統。
- 2020年（令和2年）
  - 12月19日：東京單軌電車站區南口新增扶手電梯。

## 結構
兩家公司的車站並不相連，且車站間並沒有換乘通道，換乘時必須使用站外的道路換乘。
換乘路線有兩條：第一條路線經東京單軌電車站南口換乘，兩站出口間直線距離較短（約100米）。可是，由於途中需要橫過馬路，且地面路段全無上蓋，及東京單軌電車站南口並沒有設置升降機，在2020年末前經南口離站更只有樓梯，令攜帶行李的人士不方便換乘。另一條路線是經東京單軌電車站中央口換乘，途經人行天橋及地下通道，通道設置升降機，較適合攜帶行李的人士使用。但相對此路線距離較遠，換乘需時較長。

### 東京單軌電車
東京單軌電車的站區是一高架車站，月台採對向式2面2線設計。

#### 月台配置

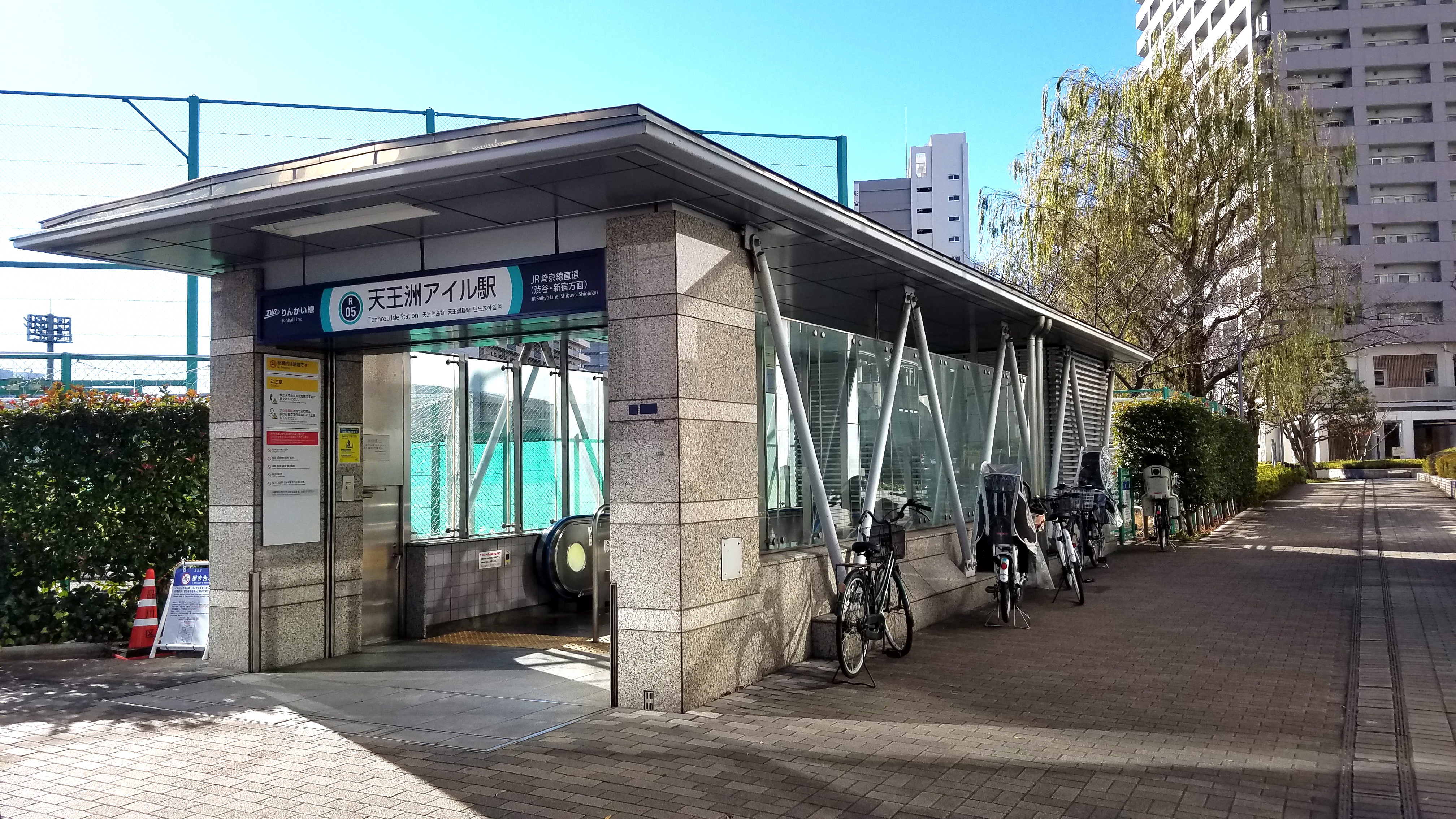
B出口（2022年1月）
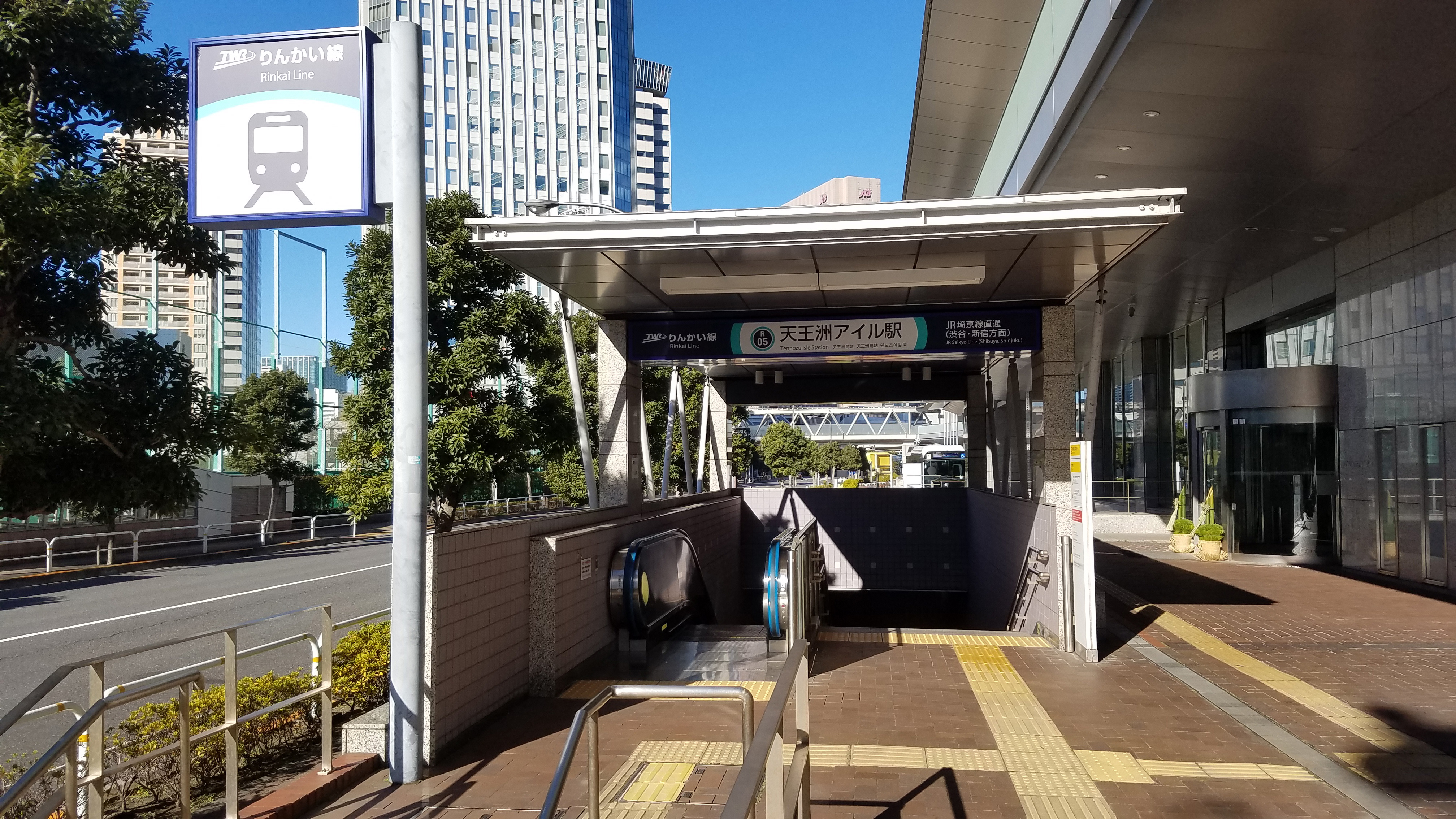
C出口（2022年1月）
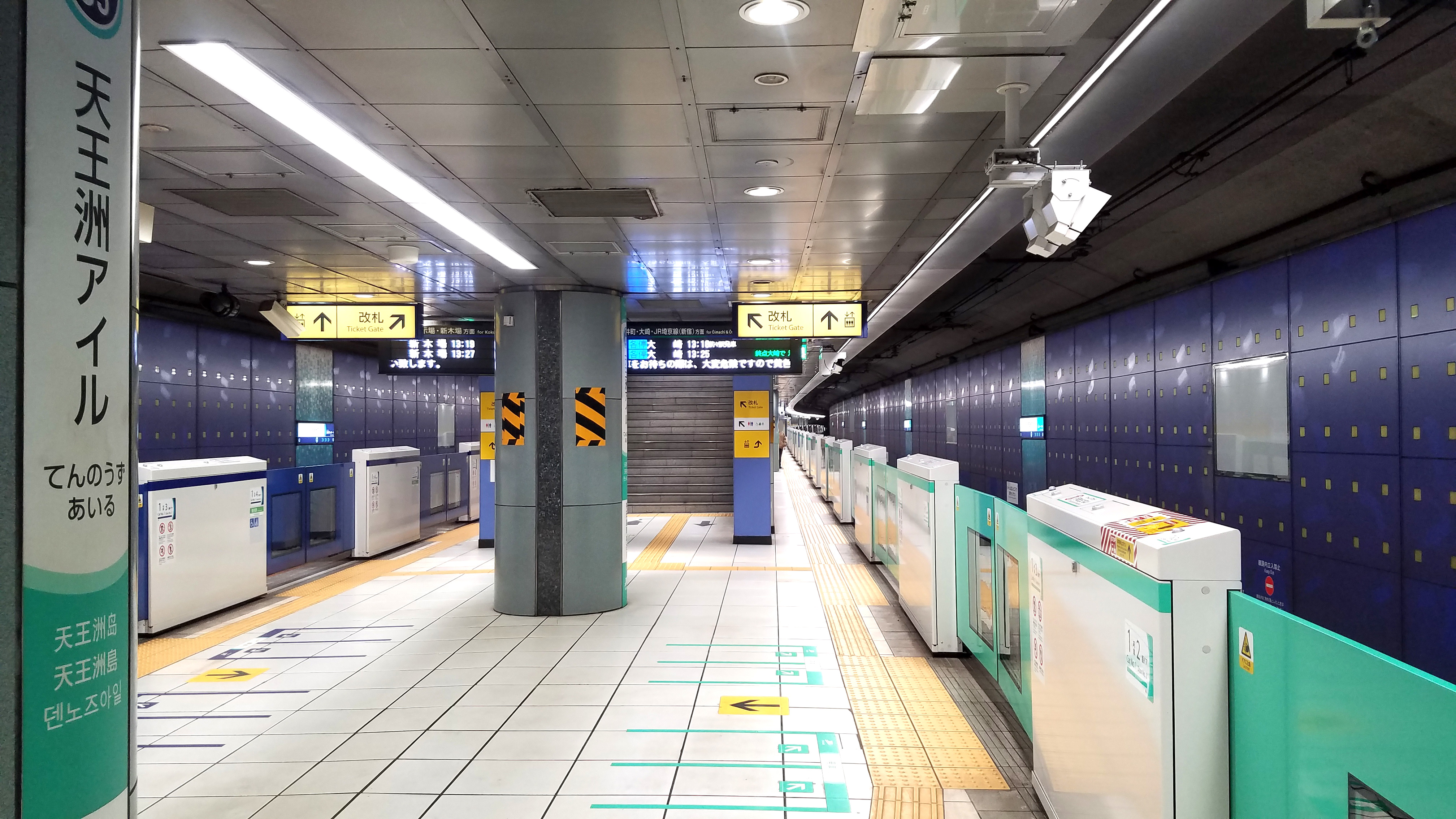
月台（2022年1月）

| 月台 | 路線                   | 方向 | 目的地                                   |
| ---- | ---------------------- | ---- | ---------------------------------------- |
| 東側 | 東京單軌電車羽田機場線 | 下行 | 羽田機場第1航站樓、羽田機場第2航站樓方向 |
| 西側 | 東京單軌電車羽田機場線 | 上行 | 濱松町方向                               |

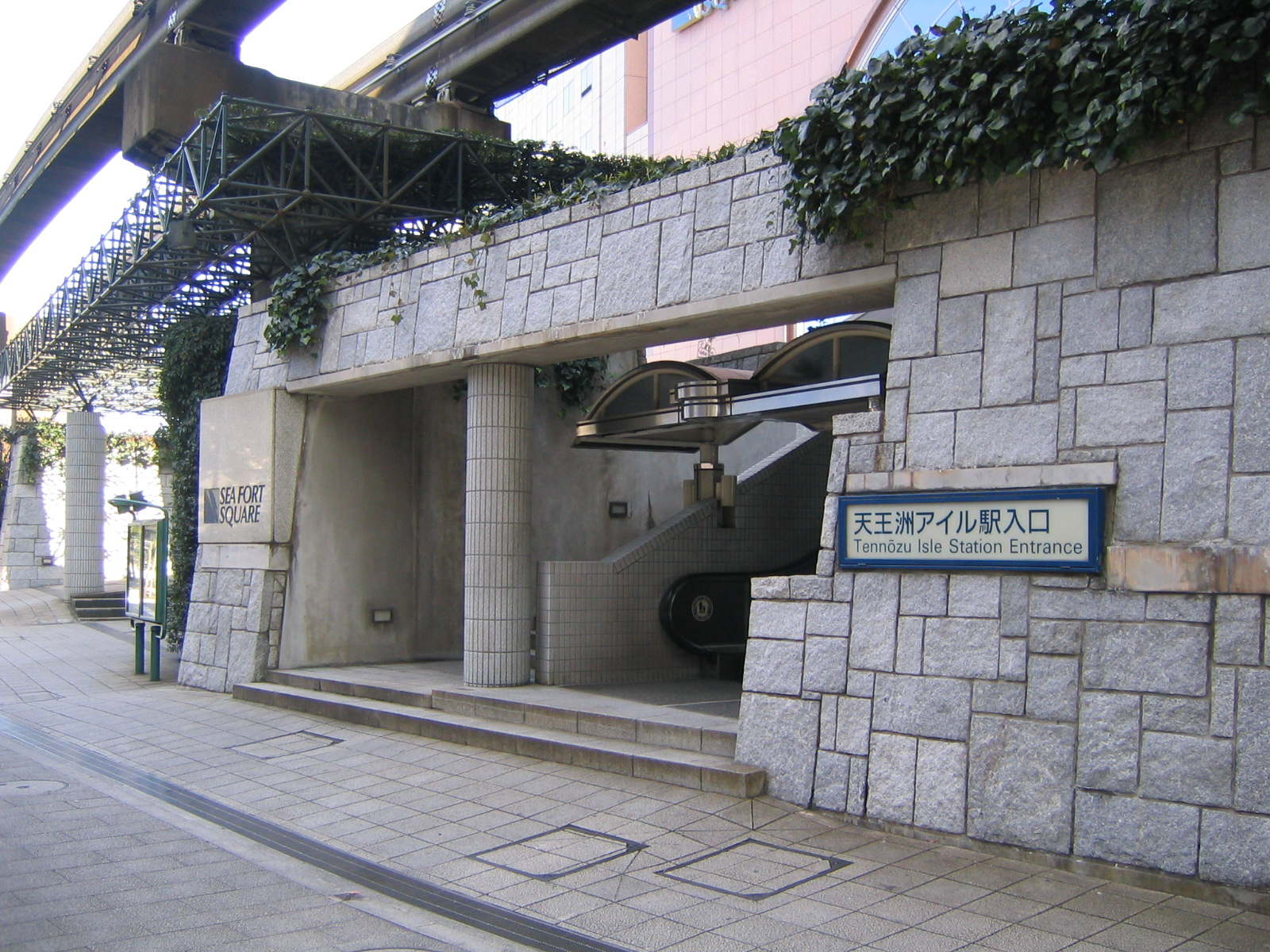
中央口（2005年1月）
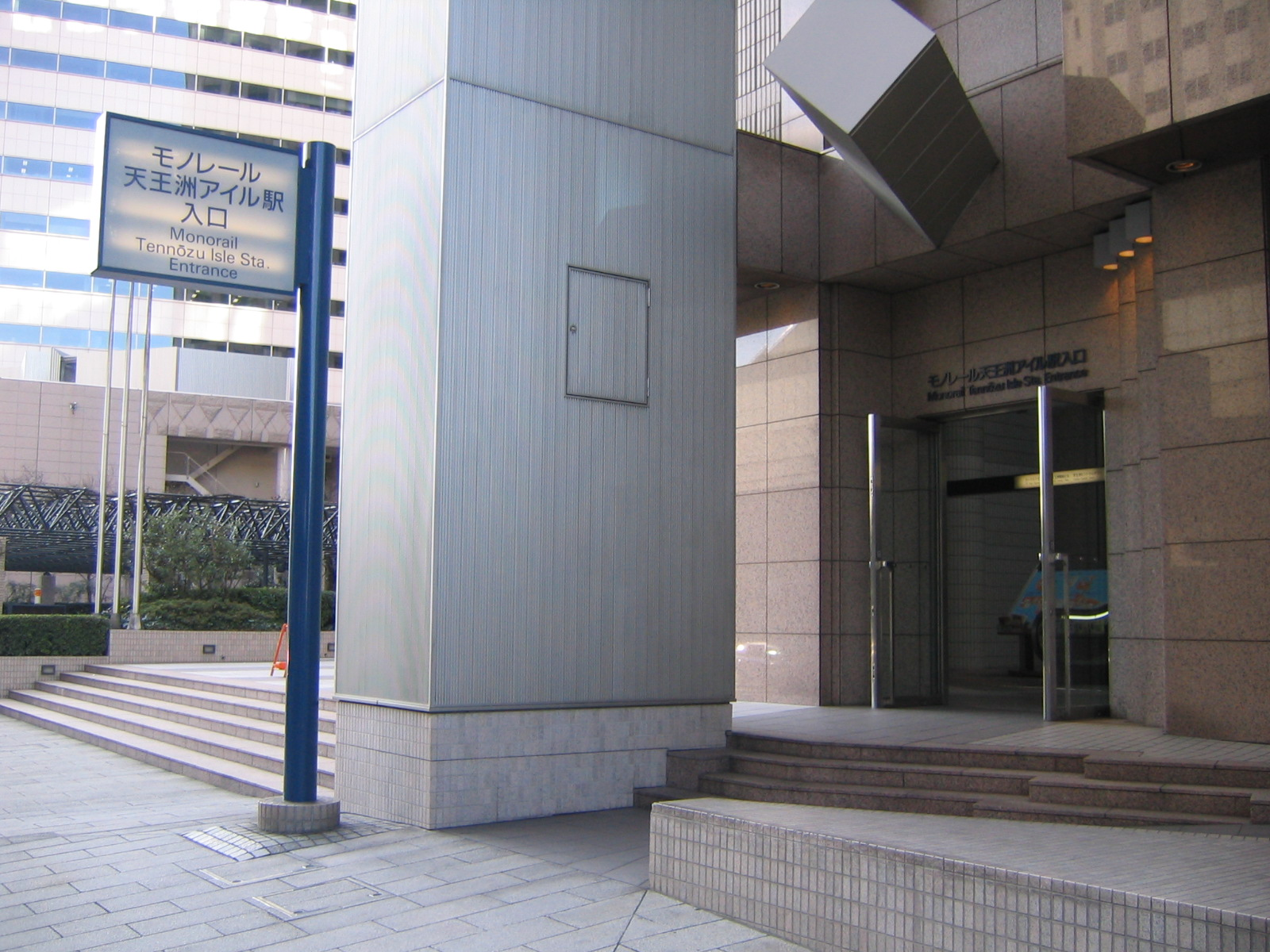
中央口（2005年1月）
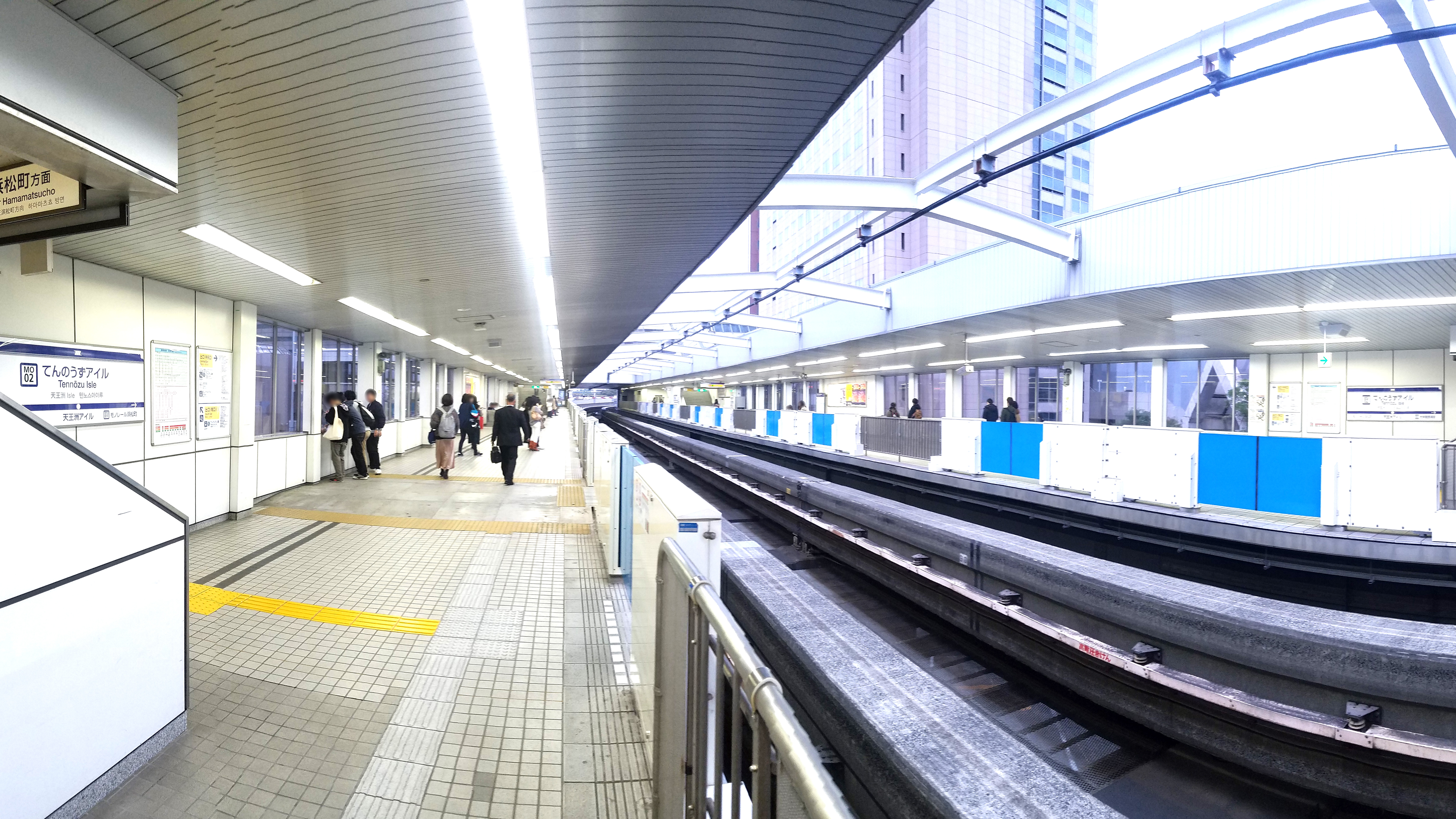
月台（2019年11月）
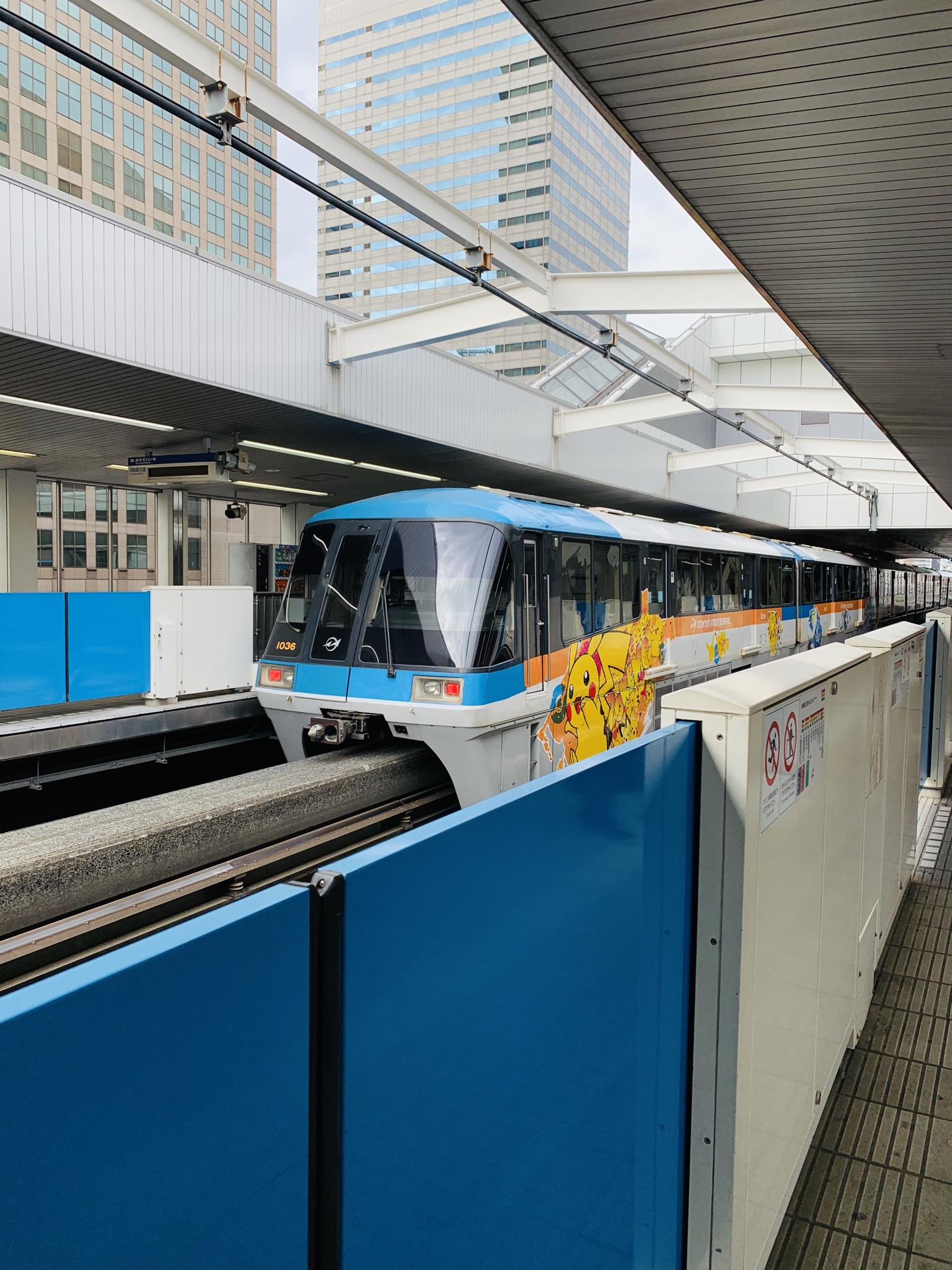
月台與單軌電車（2020年1月）

### 東京臨海高速鐵道
東京臨海高速鐵道的站區是一地下車站，月台採島式1面2線設計。
自開業起至臨海線全線通車以前，本站曾是臨海線的終點站。當時車站只開放2號月台。

#### 月台配置
| 月台 | 路線   | 方向 | 目的地                 |
| ---- | ------ | ---- | ---------------------- |
| 1    | 臨海線 | 下行 | 大崎、新宿方向         |
| 2    | 臨海線 | 上行 | 國際展示場、新木場方向 |

- B出口（2022年1月）
- C出口（2022年1月）
- 月台（2022年1月）

## 使用情況
- 東京單軌電車 - 2017年度的1日平均上下車人次為31,303人[3]。
- 東京臨海高速鐵道 - 2016年度的1日平均上車人次為19,480人[4]。臨海線內8個車站當中排行第7位。

各年度的1日平均上下車人次的推移如下表。
| 年度               | 東京 單軌電車      | 東京 單軌電車 | 東京臨海 高速鐵道  | 東京臨海 高速鐵道 |
| 年度               | 1日平均 上下車人次 | 增長率        | 1日平均 上下車人次 | 增長率            |
| ------------------ | ------------------ | ------------- | ------------------ | ----------------- |
| 1998年（平成10年） | 32,246             |               | 未 開 業           | 未 開 業          |
| 1999年（平成11年） | 31,303             | −2.9%         | 未 開 業           | 未 開 業          |
| 2000年（平成12年） | 31,743             | 1.4%          | 未 開 業           | 未 開 業          |
| 2001年（平成13年） | 33,115             | 4.3%          | 6,782              |                   |
| 2002年（平成14年） | 32,161             | −2.8%         | 12,528             | 0.8%              |
| 2003年（平成15年） | 28,305             | −11.9%        | 24,327             | 94.2%             |
| 2004年（平成16年） | 28,655             | 1.2%          | 25,889             | 6.4%              |
| 2005年（平成17年） | 27,741             | −3.2%         | 28,379             | 9.6%              |
| 2006年（平成18年） | 28,338             | 2.2%          | 30,567             | 7.7%              |
| 2007年（平成19年） | 29,824             | 5.2%          | 33,418             | 9.3%              |
| 2008年（平成20年） | 29,800             | −0.1%         | 34,584             | 3.5%              |
| 2009年（平成21年） | 29,469             | −1.1%         | 34,494             | −0.3%             |
| 2010年（平成22年） | 28,124             | −4.6%         | 32,732             | −5.1%             |
| 2011年（平成23年） | 26,642             | −5.3%         | 31,630             | −3.4%             |
| 2012年（平成24年） | 28,386             | 6.5%          | 33,878             | 7.1%              |
| 2013年（平成25年） | 27,988             | −1.4%         | 33,420             | −1.4%             |
| 2014年（平成26年） | 27,259             | −2.6%         | 33,909             | 1.5%              |
| 2015年（平成27年） | 27,536             | 1.0%          | 34,726             | 2.4%              |
| 2016年（平成28年） | 28,678             | 4.1%          | 36,114             | 4.0%              |
| 2017年（平成29年） | 31,303             | 9.2%          |                    |                   |

各年度的1日平均上車人次的推移如下表。
| 年度               | 東京 單軌電車 | 東京臨海 高速鐵道 | 來源     |
| ------------------ | ------------- | ----------------- | -------- |
| 1992年（平成04年） | 6,070         | 未 開 業          | [ * 1 ]  |
| 1993年（平成05年） | 8,203         | 未 開 業          | [ * 2 ]  |
| 1994年（平成06年） | 9,958         | 未 開 業          | [ * 3 ]  |
| 1995年（平成07年） | 11,654        | 未 開 業          | [ * 4 ]  |
| 1996年（平成08年） | 15,329        | 未 開 業          | [ * 5 ]  |
| 1997年（平成09年） | 15,686        | 未 開 業          | [ * 6 ]  |
| 1998年（平成10年） | 16,222        | 未 開 業          | [ * 7 ]  |
| 1999年（平成11年） | 15,720        | 未 開 業          | [ * 8 ]  |
| 2000年（平成12年） | 15,963        | 未 開 業          | [ * 9 ]  |
| 2001年（平成13年） | 16,769        | 3,301             | [ * 10 ] |
| 2002年（平成14年） | 16,304        | 6,058             | [ * 11 ] |
| 2003年（平成15年） | 14,428        | 11,628            | [ * 12 ] |
| 2004年（平成16年） | 14,587        | 12,382            | [ * 13 ] |
| 2005年（平成17年） | 14,149        | 13,571            | [ * 14 ] |
| 2006年（平成18年） | 14,451        | 14,692            | [ * 15 ] |
| 2007年（平成19年） | 15,245        | 16,217            | [ * 16 ] |
| 2008年（平成20年） | 15,204        | 16,879            | [ * 17 ] |
| 2009年（平成21年） | 14,994        | 16,896            | [ * 18 ] |
| 2010年（平成22年） | 14,337        | 16,035            | [ * 19 ] |
| 2011年（平成23年） | 13,520        | 15,513            | [ * 20 ] |
| 2012年（平成24年） | 14,466        | 16,627            | [ * 21 ] |
| 2013年（平成25年） | 14,269        | 16,444            | [ * 22 ] |
| 2014年（平成26年） | 13,901        | 16,751            | [ * 23 ] |
| 2015年（平成27年） | 13,976        | 17,213            | [ * 24 ] |
| 2016年（平成28年） | 14,510        | 17,935            | [ * 25 ] |
| 2017年（平成29年） |               | 19,480            |          |

## 相鄰車站
東京單軌電車
 東京單軌電車羽田機場線
■機場快速
通過
■機場快速（部分的臨時列車）
單軌電車濱松町（MO 01）－天王洲Isle（MO 02）－羽田機場第3航站樓（MO 08）
■區間快速、■普通
單軌電車濱松町（MO 01）－天王洲Isle（MO 02）－大井競馬場前（MO 03）
 東京臨海高速鐵道
 臨海線
■通勤快速、■快速、■各站停車（任何列車在臨海線內均為各站停車）
東京電訊（R 04）－天王洲島（R 05）－品川海濱（R 06）

### 來源
統計資料
1. 1 2  .   [2018-04-24]. （原始内容存档于2017-06-25）.
2. ↑  .   [2018-04-24]. （原始内容存档于2016-04-01）.

東京都統計年鑑
1. ↑  .   [2018-04-24]. （原始内容存档于2013-08-15）.
2. ↑  .   [2018-04-24]. （原始内容存档于2013-02-03）.
3. ↑  .   [2018-04-24]. （原始内容存档于2013-02-03）.
4. ↑  .   [2018-04-24]. （原始内容存档于2013-02-03）.
5. ↑  .   [2018-04-24]. （原始内容存档于2013-02-03）.
6. ↑  .   [2018-04-24]. （原始内容存档于2016-03-04）.
7. ↑  東京都統計年鑑（平成10年）PDF
8. ↑  東京都統計年鑑（平成11年）PDF
9. ↑  .   [2018-04-24]. （原始内容存档于2016-03-04）.
10. ↑  .   [2018-04-24]. （原始内容存档于2016-03-04）.
11. ↑  東京都統計年鑑（平成14年）[永久][]
12. ↑  東京都統計年鑑（平成15年）[永久][]
13. ↑  東京都統計年鑑（平成16年）[永久][]
14. ↑  東京都統計年鑑（平成17年）[永久][]
15. ↑  東京都統計年鑑（平成18年）[永久][]
16. ↑  東京都統計年鑑（平成19年）[永久][]
17. ↑  東京都統計年鑑（平成20年）[永久][]
18. ↑  .   [2011-07-05]. （原始内容存档于2016-03-26）.
19. ↑  .   [2018-04-24]. （原始内容存档于2016-03-27）.
20. ↑  .   [2018-04-24]. （原始内容存档于2016-03-25）.
21. ↑  .   [2018-04-24]. （原始内容存档于2016-03-27）.
22. ↑  .   [2018-04-24]. （原始内容存档于2016-03-22）.
23. ↑  .   [2018-04-24]. （原始内容存档于2017-07-30）.
24. ↑  .   [2018-04-24]. （原始内容存档于2018-11-09）.
25. ↑  .   [2019-02-28]. （原始内容存档于2019-05-02）.

## 外部連結
- 天王洲島站（页面存档备份，存于） - 東京單軌電車（日語）
- 天王洲島站（页面存档备份，存于） - 東京臨海高速鐵道（日語）